# جامعة الغردقة
جامعة الغردقة هي جامعة مصرية حكومية أنشئت بقرار المجلس الأعلى للجامعات بعد استقلال فرع جامعة جنوب الوادي بالغردقة ليصبح جامعة مستقلة تحت مسمى جامعة الغردقة .

## النشأة
بدأت أولى خطوات إنشاء جامعة الغردقة بقرار من محافظ البحر الأحمر برقم 518 لسنة 2012 بتخصيص قطعة أرض مساحتها 500 فدان، على الطريق الدائري الأوسط، لصالح إنشاء جامعة البحرالأحمر عليها.
في 23 يونيو 2013، وافق مجلس جامعة جنوب الوادي على إنشاء فرع للجامعة بمدينة الغردقة ليكون بمثابة نواة لجامعة البحر الأحمر يضم كليات السياحة والفنادق وعلوم البحار والمصايد واللغات والترجمة وهندسة الطاقة والبترول والتعدين.
في 11 يوليو 2020 خصصت رئاسة مجلس الوزراء 500 فدان لإقامة فرع جامعة جنوب الوادي شمال مدينة الغردقة حيث تم الانتهاء من أكثر من 90% من أعمال الإنشاءات لكليتي الألسن والحاسبات والسياحة والفنادق، على أن يبدأ العمل فيها بداية العام المقبل.
في 26 ديسمبر 2020 قرر المجلس الأعلى للجامعات برئاسة الدكتور خالد عبد الغفار وزير التعليم العالي بالموافقة على استقلال فرع جامعة جنوب الوادي بالغردقة ليصبح هناك جامعة مستقلة تحت مسمى جامعة الغردقة. وأكد محافظ البحر الأحمر أن جامعة الغردقة تعد بمثابة تحقيق حلم لأبناء المحافظة الذي انتظروه منذ سنوات عديدة، حيث يوفر ذلك مشقة ونفقات السفر التي يتكبدها أبناء المحافظة لاستكمال تعليمهم في الكليات والمعاهد بالمحافظات المجاورة، لافتاً إلى أنه كان هناك تنسيق مستمر ومتواصل مع وزير التعليم العالي، مؤكداً أن الدكتور خالد عبد الغفار كان متحمس لاتخاذ هذا القرار لخدمة أبناء المحافظة، ووجه المحافظ الشكر للوزير وللمجلس الأعلى للجامعات.
في 5 مارس 2021، استقبل الدكتور رئيس جامعة جنوب الوادى، اللجنة المشكلة من المجلس الأعلى للجامعات لبحث استعداد فرع الغردقة للاستقلال عن جامعة جنوب الوادى وزيارة إلى جميع كليات الجامعة بفرع الغردقة وإعداد تقرير شامل بالإمكانيات المادية والبشرية، تنفيذًا لتوجيهات المجلس الأعلى للجامعات، وذلك استعدادًا لإعلان إنشاء جامعة الغردقة بعد استقلالها عن جنوب الوادى لتلحق بجامعات سوهاج وأسوان والأقصر التي كانت تتبع جامعة جنوب الوادى وأصبحت جامعات مستقلة فيما بعد.
في 11 سبتمبر 2024، وافق مجلس الوزراء على مشروع قرار رئيس مجلس الوزراء لتعديل بعض أحكام اللائحة التنفيذية لقانون تنظيم الجامعات الصادر بالقانون رقم 49 لسنة 1972. يتضمن هذا التعديل استقلال فرع جامعة جنوب الوادي بالغردقة، ليصبح جامعة مستقلة تحت مسمى "جامعة الغردقة" بمحافظة البحر الأحمر، مع ضم الكليات التابعة لهذا الفرع إلى الجامعة الجديدة.

## الحرم الجامعي
المساحة الإجمالية لجامعة الغردقة 500 فدان، تم بناء كليتي الحاسبات والذكاء والألسن على مساحة 9200 متر بتكلفة 140 مليون جنيه على أحدث طرز السلامة المهنية، وتشمل المباني 12 معملا و14 قاعة، بالإضافة إلى المكاتب الإدارية ومكاتب هيئة التدريس والدراسات العليا.

## الكليات
- التربية
- الذكاء الاصطناعي
- الألسن
- الهندسة والطاقة
- علوم البحار
- السياحة والفنادق
- الحاسبات والمعلومات
- هندسة البترول

## الكليات المستقبلية
- كلية الطب
- كلية طب الأسنان
- كلية العلاج الطبيعي
- كلية الصيدلة
- كلية التمريض
- كلية العلوم
- كلية الآداب
- كلية الحقوق